# Dawn of the Arcana
Dawn of the Arcana (黎明のアルカナ?, Reimei no Arukana) è un manga shōjo scritto e disegnato da Rei Toma e pubblicato dalla casa editrice Shōgakukan a partire dal 26 maggio del 2009 fino al 26 settembre del 2013.

## Trama

### Storia
La principessa Nakaba, costretta a sposare il principe Caesar, si trasferisce nella residenza del marito accompagnata dal suo servitore e amico Loki. La ragazza, che si trova così in territorio nemico, è costretta a sopportare l’ostilità del popolo di Belquat e un marito che la tratta con freddezza e superiorità. Nakaba inoltre, a differenza di tutti i reali, ha i capelli rossi e tutto ciò non è ben visto perché solo chi ha i capelli neri è considerato un “vero” reale. Un giorno però Nakaba scopre di possedere un dono raro e prezioso, l'Arcana del Tempo, che le consente di avere delle visioni, le quali le rivelano molto spesso eventi importanti del suo passato e futuro.
Col passare del tempo Nakaba inizia ad affezionarsi a Caesar e lui ricambia questo sentimento, perché colpito dalla personalità della moglie. Allo stesso tempo, Loki interferisce nella relazione dei due coniugi preoccupato per l’incolumità della sua padrona.
La storia quindi si basa sull’intreccio di queste relazioni e sulle difficoltà che Nakaba deve affrontare per mantenere il regno in una situazione di pace e allo stesso tempo difendere i diritti degli umanoidi.

### Ambientazione
Il manga è ambientato in un mondo fantasy e le vicende si svolgono principalmente in due regni: Senan (セナン?) e Belquat (ベルクート?, Beruqūto). Essendo i due regni in lotta tra loro da due secoli, per porre rimedio alle innumerevoli carneficine decidono di instaurare un rapporto di pace facendo sposare il principe di Belquat, Caesar, e la principessa di Senan, Nakaba.
Nei regni vi è anche una lotta costante per i diritti degli umanoidi, gli Ajin, delle bestie metà uomo e metà animale, che vivono servendo gli umani. Molto spesso queste creature vengono infatti sfruttate e maltrattate dai loro padroni, che le trattano con disprezzo perché considerate diverse e inferiori.

## Personaggi
Nakaba (ナカバ<?)
Protagonista del manga, è la principessa di Senan; i suoi capelli rossi la distinguono da tutti gli altri principi e principesse nei due regni. Possiede il potere dell’Arcana del Tempo, che le permette, non senza conseguenze, di vedere eventi nel passato, presente o futuro. Costretta a sposare il principe di Belquat presto finirà per provare dei sentimenti forti per lui. Tramite i suoi poteri scopre che sua madre venne uccisa da un uomo di Belquat e fece promettere a Loki di proteggere sua figlia. Alla fine Nakaba scopre che Loki è morto; in uno stato di shock, utilizza il potere dell’Arcana del Tempo e capisce che l'umanoide era suo fratello maggiore.
Caesar (シーザ?, Shiiza)
Principe di Belquat e promesso sposo di Nakaba, Caesar è il secondogenito della famiglia. Nato dall’unione del padre Guran e della seconda regina Rosenta, dopo alcuni avvenimenti e complotti politici diventa il primo erede al trono. Inizialmente viene presentato come un personaggio burbero e scontroso, che molto spesso si comporta in modo arrogante e aggressivo con Nakaba e Loki; tuttavia in seguito, grazie anche all’influenza della sua sposa, migliora, cercando sempre di proteggerla e affezionandosi a lei.
Loki (ロキ?, Roki)
Presentato come servitore e guardia del corpo di Nakaba, è un umanoide, un Ajin, metà uomo e metà bestia. Loki si oppone spesso al matrimonio di Nakaba ed è molto geloso del rapporto di lei con Caesar. In seguito si scopre che anche lui possiede il potere dell’Arcana del Tempo. Tuttavia utilizza troppo questo potere che alla fine finisce per ucciderlo.
Verinas (ベリナス?, Berinasu)
Fidato consigliere del re di Belquat. Tiene molto a Caesar, lo sostiene spesso e spera che il principe diventi re di Belquat. Aiuta anche Nakaba nella sua missione insieme a sua sorella Lemila.
Cain (カイン?, Kain)
Figlio del re Guran e della prima regina Sarah di Belquat. È il fratellastro maggiore di Caesar e il primo successore al trono, promesso in sposo a Louise.

## Lavorazione e storia editoriale
L'autrice ha dichiarato di aver immaginato in modo diverso il personaggio di Loki durante la stesura del manga. Infatti all'inizio lo aveva disegnato in una forma più animalesca, con i particolari tipici di un cane. Doveva essere una sorta di cagnolino fedele a Nakaba, che non parlava nemmeno.
Sempre in rapporto alla realizzazione dei personaggi, l'autrice ha dichiarato che già dal primo volume aveva deciso il destino di ogni personaggio senza rivelarlo nemmeno alle sue assistenti.
Per il primo volume l'autrice aveva a sua disposizione 100 pagine e l'illustrazione per la copertina di Cheese!, la rivista sulla quale sarebbe stata pubblicata la sua opera, per la quale scelse un disegno di un piccolo umanoide. Come supplemento al primo volume vennero allegate delle carte dei tarocchi raffiguranti i personaggi della serie.
L'autrice ha dichiarato che nella prima edizione del secondo volume si era dimenticata di disegnare il tatuaggio sotto l'occhio di Loki. Ha poi corretto questo errore nella seconda edizione del manga.

## Manga
Il manga è stato scritto e disegnato da Rei Toma ed è stato poi raccolto in tredici tankōbon. I volumi sono stati pubblicati in Giappone dalla Shogakukan, nei paesi anglofoni dalla Viz Media, in Francia dalla Kazé Animé e in Germania dalla Carlsen Verlag. Ogni volume raccoglie quattro o cinque capitoli dalla lunghezza media di quaranta pagine ciascuno. All'interno di ognuno di essi, solitamente alla fine, c'è una serie di pagine extra raffiguranti i protagonisti del manga ritratti in altre circostanze e occasioni, come ad esempio in ambito scolastico. L'autrice si rappresenta nei volumi come un uomo stilizzato.
In Italia la serie è stata concessa in licenza alla Flashbook, che ha pubblicato i volumi da luglio 2012 fino a maggio 2014. L'edizione italiana è stata curata da un team composto dal direttore editoriale Cristian Posocco, il coordinatore editoriale Claudia Saetti e il direttore di produzione Enrico Casadio; l'adattamento e la traduzione dei testi sono stati affidati a Giulia Ponti, la copertina e la grafica a William Ventura e l'adattamento grafico a Livio Tallini. Impiantistica e stampa sono state affidate alla Saetti Fotolito s.r.l. I volumi dell'edizione italiana sono dotati di una sovraccoperta a colori, che è possibile rimuovere; al di sotto c'è la stessa immagine, in bianco e nero.

### Volumi
| Nº | Data di prima pubblicazione | Data di prima pubblicazione | Data di prima pubblicazione | Data di prima pubblicazione |
| Nº | Giapponese                  | Giapponese                  | Italiano                    | Italiano                    |
| -- | --------------------------- | --------------------------- | --------------------------- | --------------------------- |
| 1  | 26 maggio 2009              | ISBN 978-4-09-132364-4      | 7 luglio 2012               | ISBN 978-88-616-9325-8      |
| 2  | 25 settembre 2009           | ISBN 978-4-09-132666-9      | 8 settembre 2012            | ISBN 978-88-616-9328-9      |
| 3  | 26 febbraio 2010            | ISBN 978-4-09-133050-5      | 31 ottobre 2012             | ISBN 978-88-616-9349-4      |
| 4  | 25 giugno 2010              | ISBN 978-4-09-133217-2      | 22 dicembre 2012            | ISBN 978-88-616-9353-1      |
| 5  | 26 ottobre 2010             | ISBN 978-4-09-133544-9      | 28 febbraio 2013            | ISBN 978-88-616-9368-5      |
| 6  | 25 febbraio 2011            | ISBN 978-4-09-133718-4      | 6 aprile 2013               | ISBN 978-88-616-9376-0      |
| 7  | 24 giugno 2011              | ISBN 978-4-09-133866-2      | 29 giugno 2013              | ISBN 978-88-616-9390-6      |
| 8  | 26 ottobre 2011             | ISBN 978-4-09-134200-3      | 3 agosto 2013               | ISBN 978-88-616-9400-2      |
| 9  | 16 gennaio 2012             | ISBN 978-4-09-134339-0      | 21 settembre 2013           | ISBN 978-88-616-9405-7      |
| 10 | 26 giugno 2012              | ISBN 978-4-09-134446-5      | 30 novembre 2013            | ISBN 978-88-616-9423-1      |
| 11 | 26 novembre 2012            | ISBN 978-4-09-134817-3      | 25 gennaio 2014             | ISBN 978-88-616-9428-6      |
| 12 | 26 aprile 2013              | ISBN 978-4-09-135280-4      | 31 marzo 2014               | ISBN 978-88-616-9440-8      |
| 13 | 26 settembre 2013           | ISBN 978-4-09-135525-6      | 17 maggio 2014              | ISBN 978-88-616-9448-4      |

## Accoglienza
Il manga complessivamente ha ottenuto molte recensioni positive. Sul portale AnimeClick ha una valutazione di 7.97 e in classifica si trova alla posizione #312; sul sito MyAnimeList ha una valutazione di 8.1 basata sul voto di quasi 15000 utenti; sul sito di Baka-Updates Manga ha una media di 8.2 basata su 1114 voti.

### Ranking
In Giappone, il manga ha ottenuto:
- la posizione 36 per il volume 12 con 31 741 copie vendute, nella settimana del 22-28 aprile 2013[10]
- la posizione 46 per il volume 12 con 61 242 copie vendute, nella settimana del 29 aprile - 5 maggio 2013[11]

Negli Stati Uniti invece ha ottenuto:
- la posizione 9 per il volume 9, nella settimana del 21-27 aprile 2013[12]
- la posizione 8 per il volume 9, nella settimana del 28 aprile - 4 maggio 2013[13]